# Das verordnete Geschlecht
Das verordnete Geschlecht ist ein Dokumentarfilm aus dem Jahr 2001, der die Leidens- und Lebensgeschichte zweier Intergeschlechtlicher erzählt.

## Handlung
In Das verordnete Geschlecht geht es um die Geschichte von intersexuellen Menschen bzw. Zwittern – aber auch um die weiterreichende gesellschaftliche Bedeutung, die es hat, dass die Gesellschaft nur die Existenz von zwei Geschlechtern anerkennen will.
Michel Reiter, der zum Mädchen gemacht wurde, und Elisabeth Müller, die genetisch, aber nicht hormonell, ein Mann ist, erzählen in dem Film, welchen Preis sie dafür zahlen mussten, dass die Vorstellung der Gesellschaft von Normalität erhalten bleibt.

## Hintergrund
Gefördert wurde der Interviewfilm von der Filmförderung Hamburg, dem Kuratorium junger deutscher Film, dem Filmbüro Bremen und der Landesmedienzentrale Bremen. Die Premiere des Films war am 19. November 2001 im „Metropolis“ in Hamburg. Von der Filmbewertungsstelle hat Das verordnete Geschlecht das Prädikat „wertvoll“ erhalten.

## Kritiken
„Die Autoren haben Gesprächspartner gefunden, deren Porträts dieser Traumatisierung ein eindrucksvolles Gesicht geben“

„...Das verordnete Geschlecht von Oliver Tolmein und Bertram Rotermund richtet die Aufmerksamkeit stärker auf den Kampf gegen medizinische und juristische Bevormundung...“

„Einem Film über ein so selten behandeltes Thema ist eine große Verbreitung zu wünschen.“